# William B. Bankhead National Forest
Der William B. Bankhead National Forest ist ein National Forest im US-Bundesstaat Alabama mit einer Fläche von 733 km². Er befindet sich im Nordwesten Alabamas und erstreckt sich über die Countys Lawrence, Winston und Franklin.
Wie alle National Forests der Vereinigten Staaten wird auch dieser forstwirtschaftlich genutzt, bietet aber auch Erholungsmöglichkeiten. 

## Geschichte
Im Gegensatz zu den westlichen Bundesstaaten, wo National Forests aus Gebieten entstanden, die nie private Eigentümer hatten, mussten in Alabama die Flächen durch die Bundesregierung angekauft werden. Der Grund dafür war, dass gegen 1900 die nach wie vor als Verkehrswege unverzichtbaren Flüsse und Kanäle durch Übernutzung und Abholzung von Waldgebieten verschlammten. Deshalb wurde 1911 die Bundesregierung im Week's Act ermächtigt, Waldflächen an den Oberläufen von schiffbaren Flüssen zu erwerben, aufzuforsten und so die Qualität der Wasserwege zu verbessern. 1913, 1914 und 1916 kamen Forstwissenschaftler der Yale University nach Alabama, um dort geeignete Flächen für einen Ankauf zu erkunden.
Ursprünglich wurde das Waldgebiet 1918 als Alabama Purchase Unit unter dem Namen Alabama National Forest eingerichtet. 1942 erfolgte die Umbenennung zu Ehren von William B. Bankhead, einem US-Kongressabgeordneten von 1917 bis 1940 und Mitglied der einflussreichen Bankhead-Familie in Walker County.
1975 wurde im Nationalforst die ca. 100 km² große Sipsey Wilderness als erstes Wildnisgebiet in Alabama eingerichtet. Sie ist das Ergebnis der langjährigen Arbeit von Mary Ivy Burks und der Alabama Conservancy (jetzt Alabama Environmental Council) sowie anderen Naturschützern im Bundesstaat.

## Geographie
Das Waldgebiet liegt naturräumlich im Cumberland-Plateau am südwestlichen Rand der Appalachen. Das Gelände besteht aus hohen Steilwänden und abfallenden Bergrücken, die zu steilen Schluchten, Wasserfällen und Bachläufen hinabführen. Wegen seiner Vielzahl an Wasserfällen ist der Nationalforst auch als „Land der 1000 Wasserfälle“ bekannt.
Es gibt große, alte Laubholzbestände mit Eichen, Ahorn, Buchen und Eukalyptus. In der Nähe des Bee Branch steht ein ca. 500 Jahre alter Tulpenbaum mit einer Höhe von ca. 46 Metern. Die Laubmischwälder, Kiefernwälder sowie die zahlreichen Bäche und Flüsse bieten einen hervorragenden Lebensraum für einheimische Tiere und Pflanzen.

## Freizeit und Erholung
Es gibt sechs ausgewiesene Erholungsgebiete mit Möglichkeiten zum Camping, Picknicken, Angeln und Schwimmen, darüber hinaus etwa 130 Kilometer an Wanderwegen und 65 Kilometer an Reitwegen. Kanu- und Kajakfahrer können auf einem Teil des 98 Kilometer langen Sipsey Fork paddeln, der als einziger National Wild and Scenic River Alabamas ausgewiesen ist.

## Archäologie
Archäologen haben in Bankhead Hunderte von Steinhaufen gefunden, von denen angenommen wird, dass es Grabhügel von Menschen sind, die etwa 8000 Jahre in die Woodland-Periode (10.000 v. Chr. bis 1000 n. Chr.) zurückreichen. Im Nationalforst finden sich weiterhin alte Siedlerstraßen, Indianerpfade und -stätten sowie uralte Felsritzungen.